# 태원군
태원군(太原郡)은 중국 전국 시대 진나라에서부터 당나라까지 존속한 군이다. 군국제 시행 시에는 한국(韓國), 태원국(太原國), 대국(代國)이기도 했다. 현재의 타이위안시를 중심으로 하면서 뤼량시·진중시 일대도 관할했다.

## 진
장양왕 3년(기원전 247년), 몽오가 조나라를 쳐 빼앗은 37성으로 처음 설치했다. 치소는 진양현(지금의 타이위안시 남서)다. 유물과 문헌으로 확인되는 속현의 목록은 다음과 같다.
| 이름 | 한자 | 대략적 위치                           | 비고                                                                              |
| ---- | ---- | ------------------------------------- | --------------------------------------------------------------------------------- |
| 진양 | 晉陽 | 산시성 타이위안시 남서                | 전세 진나라 병기 “진양”과, 모 등                                                  |
| 대릉 | 大陵 | 산시성 원수이현 북동 20리 우링촌      | 전세 진나라 병기 “대릉”모                                                         |
| 습성 | 隰城 | 산시성 류린현 경계                    | 전세 진나라 병기 “대릉”모에 “습성”(濕城)                                          |
| 기양 | 沂陽 |                                       | 《질률》 “기양”                                                                   |
| 자씨 | 玆氏 | 산시성 펀양시                         | 내몽고 경내에서 출토된 전국 조나라 병기 8년자씨령과 명문에 “자씨...”(玆氏) 등     |
| 평도 | 平陶 | 산시성 원수이현 남서                  | 전세 전국 조나라 관인 “평도종정”인 등                                             |
| 고랑 | 皋狼 | 산시성 리스구 북동 남촌고성           | 전세 전국 삼진 고새 “구랑좌사마”(咎郞左司馬)인                                    |
| 상애 | 上艾 | 산시성 양취안시 동                    | 전세 전국 삼진 고새 “상애부”(上艾府)인                                            |
| 인   | 藺   | 산시성 린현 요두고성(曜頭古城)        | 전세 전국 조나라 병기 “삼년인령과” 명문에 “삼년인령...”(三年藺令) 등              |
| 이석 | 離石 | 산시성 리스구 서                      | 전국 조나라 화폐로 쓰인 머리가 평평하고 발이 뾰족한[平首尖足] 포폐 “이석”포 등    |
| 유차 | 楡次 | 산시성 위츠구 북서 유차고성(楡次故城) | 전국 조나라 화폐로 쓰인 머리가 평평하고 발이 뾰족한[平首尖足] 포폐 “유즉”(楡卽)포 |
| 기   | 祁   | 산시성 치현 남동 15리 고현촌(古縣村)  | 전국 조나라 방족포(方足布) “기”포                                                 |
| 중도 | 中都 | 산시성 핑야오현 서 12리               | 전국 조나라 머리가 평평하고 발이 뾰족한[平首尖足] 포 “중도”포                     |
| 양곡 | 陽曲 | 산시성 딩샹현 동                      | 전국 조나라 머리가 평평하고 발이 뾰족한[平首尖足] 포 “양곡”포                     |
| 낭맹 | 狼孟 | 산시성 양취현 북동                    | 《사기·진본기》에 “조나라의 유차, 신성, 낭맹을 쳐 37성을 취하다” 등               |
| 오   | 鄔   | 산시성 제슈시 북동                    | 《좌전》 소공 28년에 “사마미모가 오대부가 되다” 등                                |
| 양읍 | 陽邑 | 산시성 타이구현 동                    | 전세 전국 조나라 병기 “양읍령과” 명문에 “양읍명...”(陽邑命) 등                    |
| 여이 | 慮虒 | 산시성 우타이현 북동                  | 전국 조나라 머리가 평평하고 발이 뾰족한[平首尖足] 포 “여이”포                     |
| 곽인 | 霍人 | 산시성 판스현 남동                    | 전국 조나라 머리가 평평하고 발이 뾰족한[平首尖足] 포 “곽인”포                     |
| 우   | 盂   | 산시성 양취현 북                      | 전국 조나라 머리가 평평하고 발이 뾰족한[平首尖足] 포 “우”(于)포                   |
| 계휴 | 界休 | 산시성 제슈시                         | 《수경·분수주》 “... 계휴에서 나와 면산으로 가...”                                |

## 전한
고제 4년(기원전 204년) 조나라가 한나라에 망했을 때 조나라의 태부 진여가 왕을 겸하는 대나라 땅을 태원군으로 삼았다. 고제 6년(기원전 201년), 이 군의 서른한 현을 모두 한(韓)나라의 봉토로 삼고 진양을 서울로 삼았다. 한왕 신이 흉노에 투항하면서 한나라는 폐지됐는데, 고제 11년(기원전 196년)에 진희와 한왕 신의 난이 평정되고 대나라를 복국하면서 태원군을 대나라에 보태었다. 대나라 왕 유항이 황제(문제)로 즉위하면서 대나라를 갈라 태원나라를 만들면서 태원군은 태원나라의 봉토가 됐다. 얼마 못 가 태원나라를 폐하면서 다시 대나라의 관할을 받았다. 대나라에 속한 시절 대부분 태원군에 대나라의 서울이 있었기에 태원군이 대나라의 내사지에 해당하며, 이 시기에는 대상·대내사와 대군태수가 별도로 존재하게 된다.
대왕 유의를 청하왕으로 옮기고 대나라를 폐하면서 전한의 관할로 들어갔다. 원정 4년(기원전 113년) 이후 서하군을 설치하면서 서하군에 태원군의 일부 현을 양도했다. 원시 2년(2년)의 인구조사에 따르면 16만 9863호, 68만 488명을 관할했다. 무제가 주를 설치하면서 병주자사부에 속했다. 철관을 진양현에 두었다. 가마관(家馬官)이 있었다. 아래의 속현 목록은 한서 지리지를 따른 것으로 원연·수화 지간(기원전 8년) 무렵의 현황으로 여겨지며, 21현을 관할했다.
| 이름   | 한자   | 대략적 위치               | 비고 |
| ------ | ------ | ------------------------- | --- |
| 진양현 | 晉陽縣 | 타이위안시 남서           | 군 치소가 있었다. 《시경》의 옛 당(唐)나라로, 주성왕이 당나라를 멸하고 아우 숙우에게 봉했다. 용산(龍山)이 북서쪽에 있다. 염관을 두었다. 진수(晉水)가 나와서 동쪽으로 분수에 합류한다. |
| 사인현 | 葰人縣 | 신저우시 판스현 조금 동   | |
| 계휴현 | 界休縣 | 진중시 제슈시 남동        | |
| 유차현 | 榆次縣 | 진중시 위츠구             | 도수향(涂水鄕)이 있는데 진나라 대부 지서오(知徐吾)의 봉읍이었다. 경양향(梗陽鄕)이 있는데 진나라 대부 위무(魏戊)의 읍이다.                                                             |
| 중도현 | 中都縣 | 진중시 핑야오현 남서      | |
| 우리현 | 于離縣 | ?                         | |
| 자씨현 | 茲氏縣 | 뤼량시 펀양시 남동        | |
| 낭맹현 | 狼孟縣 | 타이위안시 양취현         | |
| 오현   | 鄔縣   | 진중시 핑야오현 남서      | 구택(九澤)이 북쪽에 있으니 바로 《이아》의 소여기(昭餘祁)로, 병주수(幷州藪)다. 진나라 대부 사마미모(司馬彌牟)의 봉읍이었다.                                                           |
| 우현   | 盂縣   | 타이위안시 양취현 북동    | 진나라 대부 맹병(孟丙)의 봉읍이었다. |
| 평도현 | 平陶縣 | 뤼량시 원수이현 남서      | |
| 분양현 | 汾陽縣 | 신저우시 징러현 서        | 북산(北山)은 분수의 발원지로 서남쪽으로 분음에서 황하로 들어가니, 태원·하동 두 군을 지나 1340리를 지나며 기주를 적신다.                                                               |
| 경릉현 | 京陵縣 | 진중시 핑야오현 동        | |
| 양곡현 | 陽曲縣 | 신저우시 딩샹현 동        | |
| 대릉현 | 大陵縣 | 뤼량시 원수이현 북동      | 철관이 있었다. |
| 원평현 | 原平縣 | 신저우시 위안핑시 약간 동 | |
| 기현   | 祁縣   | 진중시 치현 남동          | 진나라 대부 가신(賈辛)의 봉읍이었다. |
| 상애현 | 上艾縣 | 양취안시 남동             | |
| 여이현 | 慮虒縣 | 신저우시 우타이현 북      | |
| 양읍현 | 陽邑縣 | 진중시 타이구현 북동      | |
| 광무현 | 廣武縣 | 신저우시 다이현 남서      | 가옥산(賈屋山)이 북쪽에 있다. 도위의 치소가 있다. |

## 신
다음 현의 이름을 고쳤다.
| 전한       | 신             |
| ---------- | -------------- |
| 계휴(界休) | 계미(界美)     |
| 유차(榆次) | 대원정(大原亭) |
| 우리(于離) | 우합(于合)     |
| 자지(茲氏) | 자동(茲同)     |
| 낭맹(狼孟) | 낭조(狼調)     |
| 평도(平陶) | 다양(多穰)     |
| 경릉(京陵) | 치성(致城)     |
| 대릉(大陵) | 대녕(大寧)     |
| 기(祁)     | 시(示)         |
| 양읍(陽邑) | 번양(繁穰)     |
| 광무(廣武) | 신환(信桓)     |

## 후한, 위진
16성 30,902호 200,124명을 거느렸다. 210년(후한 헌제 건안 15년)경 상요(商曜)일당이 본군에서 반란을 일으키자 조조가 하후연, 서황으로 하여금 이를 진압했다.
| 이름   | 한자   | 대략적 위치 | 비고 |
| ------ | ------ | --- | --- |
| 진양현 | 晉陽縣 | 용산(龍山), 진수(晉水)가 나오며 병주자사부의 치소가 있다.                                                                     | 용산(龍山), 진수(晉水)가 나오며 병주자사부의 치소가 있다.                                                                     |
| 계휴현 | 界休縣 | 계산(界山), 면상취(綿上聚), 천묘취(千亩聚)가 있다.                                                                            | 계산(界山), 면상취(綿上聚), 천묘취(千亩聚)가 있다.                                                                            |
| 유차현 | 榆次縣 | 착호(鑿壺)가 있다. | 착호(鑿壺)가 있다. |
| 중도현 | 中都縣 | 210년경 서황이 상요의 반란군을 본현을 포위하여 격파했다.                                                                      | 210년경 서황이 상요의 반란군을 본현을 포위하여 격파했다.                                                                      |
| 우리현 | 于離縣 | | |
| 자씨현 | 玆氏縣 | 후한멸망이후 서하군으로 이관되었다. 조조가 남흉노를 병주자사 직할의 5부로 개편했을 때 좌부의 2만호가 본현에 배치되었다.       | 후한멸망이후 서하군으로 이관되었다. 조조가 남흉노를 병주자사 직할의 5부로 개편했을 때 좌부의 2만호가 본현에 배치되었다.       |
| 낭맹현 | 狼孟縣 | | |
| 오현   | 鄔縣   | | |
| 우현   | 盂縣   | | |
| 평도현 | 平陶縣 | | |
| 경릉현 | 京陵縣 | | |
| 양곡현 | 陽曲縣 | 곽회가 태어난 곳이다. | 곽회가 태어난 곳이다. |
| 대릉현 | 大陵縣 | 철광석이 생산된다. 남흉노가 병주자사 직할의 5부로 개편되었을 때 흉노 중부가 본현에 배치되었다.                                | 철광석이 생산된다. 남흉노가 병주자사 직할의 5부로 개편되었을 때 흉노 중부가 본현에 배치되었다.                                |
| 기현   | 祁縣   | 후한말에 활약한 왕윤, 온회, 왕릉이 태어난 곳이다. 남흉노가 병주자사 직할의 5부로 개편되었을 때 흉노 우부가 본현에 배치되었다. | 후한말에 활약한 왕윤, 온회, 왕릉이 태어난 곳이다. 남흉노가 병주자사 직할의 5부로 개편되었을 때 흉노 우부가 본현에 배치되었다. |
| 여이현 | 慮虒縣 | | |
| 양읍현 | 陽邑縣 | 기성(箕城)이 있다. | 기성(箕城)이 있다. |

## 서진
13현 14,000호를 거느렸다. 304년(서진 혜제 영안 원년), 동영공 사마등이 도주하기전까지 동영공 사마등이 관할하고 있었고, 이후 병주자사 유곤이 서하군, 평양군일대를 기반으로 거병한 유연에게 저항했으나 유곤이 몰락한 이후 유연의 전조에 점령되었다.
| 이름     | 한자     | 비고                                               |
| -------- | -------- | -------------------------------------------------- |
| 진양후상 | 晉陽候相 |                                                    |
| 양곡현   | 陽曲縣   |                                                    |
| 유차현   | 榆次縣   |                                                    |
| 우리현   | 于離縣   |                                                    |
| 우현     | 盂縣     |                                                    |
| 낭맹현   | 狼孟縣   |                                                    |
| 양읍현   | 陽邑縣   |                                                    |
| 대릉현   | 大陵縣   |                                                    |
| 기현     | 祁縣     |                                                    |
| 평도현   | 平陶縣   |                                                    |
| 경릉현   | 京陵縣   |                                                    |
| 중도현   | 中都縣   | 304년 사마등이 도주하자 이를 틈탄 유연이 점령했다. |
| 오현     | 鄔縣     |                                                    |

## 위
396년(북위 도무제 황시 원년) 탁발규가 후연을 공격하면서 병주가 수복될 때 같이 수복되었다. 10현 45,006호 207,578명을 거느렸다.
| 현명   | 한자   | 대략적 위치                                 | 비고 |
| ------ | ------ | ------------------------------------------- | --- |
| 진양현 | 晉陽縣 | 타이위안 시 진위안구 북                     | 448년(북위 태무제 태평진군 9년) 유차현(榆次縣)이 통폐합되었다. 개자퇴사(介子推祠)가 현내에 있었고 현 서남쪽에 현옹산(懸甕山)이 있었다. 본 산은 용산(龍山)이라 불렸는데 진수(晉水)가 이곳에서 나와 동쪽으로 펀허에 들어갔다. 또한 진사가 있었고 경채성(梗陽城, 타이위안 시 칭쉬 현)이 있었다. |
| 기현   | 祁縣   | 진중 시 치 현                               | 기성(祁城), 기해묘(祁奚墓), 주당총(周黨塚), 태곡수(太谷水), 조양자성(趙襄子城)이 있었다. |
| 유차현 | 榆次縣 | 진중 시 위츠 구                             | 448년 폐지되었다가 500년(북위 선무제 경명 원년) 복구되었다. 녹대산사(鹿臺山祠)가 있었다. 장녕수(長寧水)가 서북에서 동과수(同過水)와 합쳐졌다. |
| 중도현 | 中都縣 | 진중 시 서우양 현 서남                      | 유차성(榆次城), 수양성(壽陽城, 진중시 서우양현), 평담성(平譚城, 양취안시), 원과사(原過祠), 조산(早山)이 현내에 있었다. |
| 오현   | 鄔縣   | 진중 시 핑야오 현 서남                      | 495년(북위 효문제 태화 19년) 복구되었다. 중도(中都, 핑야오 현 서남), 오성(鄔城), 태악산(太岳山)가 있었다. |
| 평요현 | 平遙縣 | 진중 시 핑야오현 핑야오 고성                | 평도현에서 지금의 이름으로 개명되었다. 경릉성(京陵城, 핑야오 현 경릉촌(京陵村)), 평요성(平遙城, 핑야오 고성), 과산(過山)이 있었다. |
| 첨현   | 沾縣   | 진중 시 시양 현 서남 안가장촌(安家庄村)일대 | 448년 낙평군이 폐지되면서 본군의 속현이 되었다. 협산(夾山)이 현내에 있었다. 예수(豫水)가 득동령(得東嶺)에서 나와 서북으로 펀허에 들어갔다. 분양성(汾陽城), 추성(追城)이 있었다. |
| 수양현 | 受陽縣 | 뤼량 시 원수이 현 동                        | 448년 낙평군이 폐지되면서 본군의 속현이 되었다. 대릉성(大陵城, 원수이 현 북동), 문곡수(文谷水)가 현내에 있었다. |
| 장안현 | 長安縣 |                                             | 417년(북위 명원제 태상 2년) 신설되었는데, 태평진군연간에 폐지되었다가 북위 선무제시기인 경명초에 복구되었다. 이릉성(二陵城), 삼각성(三角城)이 있었다. |
| 양읍현 | 陽邑縣 |                                             | 448년 폐지되었다가 501년(북위 선무제 경명 2년) 복구되었다. 백벽령(白壁嶺), 번양수(樊陽水), 팔표산(八表山), 서수(徐水)가 있었다. |

## 북제~수
북제때 병주가 폐지되고 별궁(別宮)이 설치되었으나 북주때 병주 6부가 설치되었고 후에 총관부가 설치되면서 6부가 모두 폐지되었다. 582년(수 문제 개황 2년) 하북도행태(河北道行台)가 설치되었고 589년(수 문제 개황 9년) 총관부로 바뀌었다. 대업초기 부가 폐지되었고 군현제가 실시되면서 태원군이 재설치되었다. 15현 175,003호를 거느렸다.
| 현명   | 한자   | 대략적 위치                                      | 비고 |
| ------ | ------ | ------------------------------------------------ | --- |
| 진양현 | 晉陽縣 | 타이위안 시 진위안구 북                          | 개황초기 태원군이 폐지되었고 590년(수 문제 개황 10년), 용산현(龍山縣)에서 지금의 이름으로 바뀌었다. 596년(수 문제 16년) 청원현(清源縣)이 신설디었으나 대업초기 폐지되었다. 용산(龍山), 몽산(蒙山)이 현내에 있었다.                              |
| 태원현 | 太原縣 | 타이위안 시 진위안구 북                          | 590년 양진현(陽真縣)이 분리신설되었는데 대업초기 폐지되었다. 진양궁(晉陽宮)과 진수(晉水)가 있었다. |
| 교성현 | 交城縣 | 타이위안 시 구자오시                             | 596년 신설되었다. |
| 분양현 | 汾陽縣 | 타이위안 시 양취 현 북동                         | 586년, 양곡현(陽曲縣)이 양진현으로 바뀌었는데 596년 지금의 이름으로 바뀌었다. 맹현(孟縣)이 복구되었으나 대업초기 폐지되었다. 마계산(摩笄山)이 현내에 있었다.                                                                                    |
| 문수현 | 文水縣 | 뤼량 시 원수이 현 동                             | 590년 수양현(受陽縣)에서 지금의 이름으로 개명되었다. 문수(文水), 필수(泌水)가 있었다. |
| 기현   | 祁縣   | 진중 시 치 현                                    | 북제때 폐지되었다가 개황중에 복구되었다. |
| 수양현 | 壽陽縣 | 진중 시 서우양 현                                | 590년 주 남쪽 수양현을 문수현으로 개명했고 주동쪽 옛 수양성에 수양현을 신설했다. 언암(甗岩)이 현내에 존재했다. |
| 유차현 | 榆次縣 | 진중 시 위츠 구                                  | 북제때 중도현이었으나 개황중 지금의 이름으로 개명되었다. |
| 태곡현 | 太谷縣 | 진중 시 타이구 현                                | 598년 양읍현(陽邑縣)에서 지금의 이름으로 개명되었다. |
| 낙평현 | 樂平縣 | 진중 시 시양 현 서남 안가장촌(安家庄村)일대      | 개황초기 낙평군이 폐지되면서 본군의 속현이 되었다. 596년 요주와 동산현(東山縣)이 분리되면서 요주의 속현이 되었는데, 대업초기 요주가 폐지되면서 본군의 속현이 되었고 동산현은 다시 현에 통폐합되었다. 고락산(皋洛山), 청장수(清漳水)가 존재했다. |
| 화순현 | 和順縣 | 진중 시 허순 현                                  | 590년 양유현(梁榆縣)에서 지금의 이름으로 개명되었다. 구경산(九京山)이 존재했다. |
| 요산현 | 遼山縣 | 진중 시 쭤취안 현                                | 북제때 폐지된 요양현(遼陽縣)이 590년 지금의 이름으로 개명되었다. |
| 평성현 | 平城縣 | 진중 시 허순 현 진중 시 허순 현 서남 매령진 북서 | 596년 신설되었다. 도수(塗水)가 현내에 존재했다. |
| 석애현 | 石艾縣 | 양취안 시 핑딩현                                 | 몽산(蒙山)이 현내에 존재했다. |
| 맹현   | 孟縣   | 양취안 시 위현                                   | 596년 원구현(原仇縣)이란 이름으로 신설되었는데 대업초기 지금의 이름으로 개명되었다. 백록산(白鹿山)이 현내에 존재했다. |

## 군수·태수

### 진
- 영호범(令狐范)[13]

### 전한

#### 대상
- 이채 (기원전 124년 당시)

#### 태원태수
- 장창(선제 말기)
- 진수(? ~ 기원전 48년)
- 양(? ~ 기원전 31년)
- 순우신(? ~ 기원전 21년)
- 등의(? ~ 기원전 20년)
- 팽선(기원전 10년 ~ 기원전 8년)
- 하후번(기원전 8년)
- 풍립(성제 시기)

### 후한
- 유질(劉質, ? ~ 166년): 참소를 받아 남양태수 성진(成瑨)과 함께 기시되었다.[14]